# Житковичі
Жи́тковичі (біл. Жыткавічы) — місто в Білорусі, у самому центрі Прип'ятського Полісся, адміністративний центр Житковицького району Гомельської області.
Житковичі знаходиться за 238 км на захід від обласного центру. Відстань до Мінська 229 км і 25 км до історичного міста Турів. Проходять автошляхи Берестя — Гомель, Мінськ — Мікашевичі, Житковичі — Столін, Житковичі — Любань, залізнична станція Житковичі на лінії Гомель — Лунинець. На околиці міста знаходиться велике розвідане родовище бурого вугілля.

## Населення
| Рік  | Кількість населення | Дворів |
| ---- | ------------------- | ------ |
| 1866 | 644                 | 80     |
| 1886 | 326                 | 51     |
| 1897 | 1 200               | -      |
| 1908 | 2 084               | -      |
| 1909 | 2 027               | 329    |
| 1923 | 2 895               | -      |
| 1924 | 2 175               | 378    |
| 1926 | 2 975               | -      |
| 1928 | 2 334               | -      |
| 1933 | 2 900               | -      |
| 2005 | 16 600              | -      |

## Історія
Житковичі вперше згадуються в Литовській Метриці в
у 1500 році як містечко Слуцького князівства (Новогрудське воєводство) Великого князівства Литовського. Після об'єднання Великого князівства Литовського та Польщі Житковичі входили до складу Речі Посполитої.
Після другого поділу Речі Посполитої у 1793 році стали центром волості в Мозирському повіті Мінської губернії Російської імперії. В тому ж році тут налічувалося 79 дворів, проходив тракт Мозир — Давид-Городок, діяла поштова станція. Тут розташовувався маєток Ожаринських. З 1795 по 1924 роки центр волості, до складу якої входили 13 селищ.
Промисловість у містечку почала розвиватися з 1886 року з будівництвом Поліської залізниці і почала діяти станція.
17 липня 1924 року Житковицька волость була перейменована в Житковицький район. З 27 вересня 1938 року Житковичі отримали статус селища міського типу, де жило 4,3 тис. осіб.
Під час Другої світової війни у Житковичах діяло підпілля. У боях за визволення селища загинуло 139 воїнів, вони поховані у братській могилі у сквері.
У жовтні 1971 року Житковичі отримали статус міста, сюди було включене сусіднє село Дворець.

## Забудова
Сучасна забудова кам'яна та дерев'яна, нові будинки зводяться вздовж бульвару. Багатоповерхові будинки побудовані в мікрорайонах «Озерний» і «Північний».

## Визначні пам'ятки
Пам'ятник дерев'яного зодчества Житковицька Свято-Троїцька церква. Цей храм був побудований в 1842 році. Також костел св. Йосипа, та й церква св. Параски П'ятниці.

## Освіта та культура
У місті діє 4 середніх школи, 1 школа-інтернат, 1 музична, 2 спортивних школи, ПТУ-182 (сільське і лісове господарство, механізація меліоративних робіт). Будинок школярів, районний і міський будинки культури, бібліотеки, центр фольклору, музей. Видається газета «Нове Полісся». 7 вересня в Житковичах і Турові проводиться фестиваль камерної та духової музики під керуванням Михайла Фінберга.

## Відомі особи
- Композитор В Будник
- Художниця Н. Чорноголових

## Промисловість
- Основні підприємства: моторобудівний завод, завод «Сатурн», лісозаготівельне об'єднання.
- Підприємства харчової промисловості: молокозавод, хлібозавод.